# Jumbo-Visma Women Team/Saison 2021
Diese Liste beschreibt den Kader und die Siege des UCI Women’s Continental Teams Jumbo-Visma in der Saison 2021.

## Kader
| Teamkader 2021                            | Teamkader 2021    | Teamkader 2021         | Teamkader 2021                   |
| Name                                      | Geburtsdatum      | Land                   | Vorheriges Team                  |
| ----------------------------------------- | ----------------- | ---------------------- | -------------------------------- |
| Teuntje Beekhuis                          | 18. August 1995   | Niederlande            | Lotto Soudal Ladies (2020)       |
| Anna Henderson                            | 14. November 1998 | Vereinigtes Königreich | Sunweb (2020)                    |
| Romy Kasper                               | 5. Mai 1988       | Deutschland            | Parkhotel Valkenburg (2020)      |
| Anouska Koster                            | 20. August 1993   | Niederlande            | Parkhotel Valkenburg (2020)      |
| Riejanne Markus                           | 1. September 1994 | Niederlande            | CCC-Liv (2020)                   |
| Pernille Mathiesen                        | 5. Oktober 1997   | Dänemark               | Sunweb (2020)                    |
| Aafke Soet                                | 23. November 1997 | Niederlande            | Ceratizit-WNT Pro Cycling (2020) |
| Karlijn Swinkels                          | 28. Oktober 1998  | Niederlande            | Parkhotel Valkenburg (2020)      |
| Marianne Vos                              | 13. Mai 1987      | Niederlande            | CCC-Liv (2020)                   |
| Julie Van de Velde                        | 2. Juni 1993      | Belgien                | Lotto Soudal Ladies (2020)       |
| Jip van den Bos                           | 12. April 1996    | Niederlande            | Boels Dolmans (2020)             |
| Nancy van der Burg                        | 18. Mai 1992      | Niederlande            | Parkhotel Valkenburg (2020)      |
|                                           |                   |                        |                                  |
| Quellen: Cycling Archives ProCyclingStats |                   |                        |                                  |

## Siege
| Siege    | Siege                                                  | Siege                  | Siege  | Siege           | Siege |
| Datum    | Rennen                                                 | Staat                  | Klasse | Siegerin        |       |
| -------- | ------------------------------------------------------ | ---------------------- | ------ | --------------- | ----- |
| 28. Mär. | Gent-Wevelgem                                          | Belgien                | 1.WWT  | Marianne Vos    |       |
| 18. Apr. | Amstel Gold Race                                       | Niederlande            | 1.WWT  | Marianne Vos    |       |
| 4. Jul.  | Giro d'Italia Women, 3. Etappe                         | Italien                | 2.Pro  | Marianne Vos    |       |
| 8. Jul.  | Giro d'Italia Women, 7. Etappe                         | Italien                | 2.Pro  | Marianne Vos    |       |
| 29. Jul. | Kreiz Breizh Elites Féminin, 1. Etappe                 | Frankreich             | 2.2    | Anna Henderson  |       |
| 30. Jul. | Kreiz Breizh Elites Féminin, Gesamtwertung             | Frankreich             | 2.2    | Anna Henderson  |       |
| 30. Jul. | Kreiz Breizh Elites Féminin, 2. Etappe                 | Frankreich             | 2.2    | Anna Henderson  |       |
| 13. Aug. | Tour of Scandinavia, 2. Etappe                         | Norwegen               | 2.WWT  | Riejanne Markus |       |
| 24. Aug. | Simac Ladies Tour, Prolog                              | Niederlande            | 2.WWT  | Marianne Vos    |       |
| 28. Aug. | Simac Ladies Tour, 4. Etappe                           | Niederlande            | 2.WWT  | Marianne Vos    |       |
| 29. Aug. | Simac Ladies Tour, 5. Etappe                           | Niederlande            | 2.WWT  | Marianne Vos    |       |
| 14. Okt. | Britische Meisterschaften, Einzelzeitfahren der Frauen | Vereinigtes Königreich | CN     | Anna Henderson  |       |